# Islandia en el Festival de la Canción de Eurovisión 1997
Islandia participó en el Festival de la Canción de Eurovisión 1997 en Dublín, Irlanda, con la canción "Minn hinsti dans", interpretada por Paul Oscar, compuesta y escrita por el propio cantante, ayudado en la composición por Trausti Haraldsson. El representante islandés fue escogido internamente por la RÚV. Islandia obtuvo el 20.º puesto el sábado 03 de mayo de 1997.

## Antes de Eurovisión
Al igual que el año anterior, se decidió seleccionar al candidato y canción para el festival mediante una elección interna. Se eligió al cantante Paul Oscar con la canción "Minn hinsti dans".

## En Eurovisión
En el Festival de la Canción de Eurovisión, Islandia tuvo que actuar en el lugar 25 y último, después del Reino Unido. Al final de las votaciones resultó que Oscar había terminado en el puesto 20 con 18 puntos.

### Puntos otorgados a Islandia
| Final     | Final     | Final    | Final               | Final         |
| 12 puntos | 10 puntos | 8 puntos | 7 puntos            | 6 puntos      |
| --------- | --------- | -------- | ------------------- | ------------- |
|           |           | - Suecia |                     | - Reino Unido |
| 5 puntos  | 4 puntos  | 3 puntos | 2 puntos            | 1 punto       |
|           |           |          | - Austria - Estonia |               |

### Puntos otorgados por Islandia
| Final     | Final       |
| --------- | ----------- |
| 12 puntos | Chipre      |
| 10 puntos | Francia     |
| 8 puntos  | Reino Unido |
| 7 puntos  | Turquía     |
| 6 puntos  | Dinamarca   |
| 5 puntos  | Hungría     |
| 4 puntos  | Suecia      |
| 3 puntos  | Eslovenia   |
| 2 puntos  | Estonia     |
| 1 punto   | Italia      |